# Forts de la Hougue et de Tatihou
Les forts de la Hougue et de Tatihou sont un ensemble militaire défensif situé sur le territoire de la commune française de Saint-Vaast-la-Hougue, dans le département de la Manche en région Normandie.
Site majeur de Vauban, les tours-observatoires de Tatihou et de la Hougue sont inscrites depuis le 7 juillet 2008 sur la liste du patrimoine mondial de l'UNESCO avec onze autres sites.

## Localisation
L'ensemble est situé sur la commune de Saint-Vaast-la-Hougue, dans le département français de la Manche. Il est réparti entre la presqu'île de la Hougue et Tatihou et son « îlet ». Distantes l'une de l'autre de 3 kilomètres à vol d'oiseau, le tir croisé de leurs feux interdisait l'accès à la baie de Saint-Vaast.

## Historique
Le site de la Hougue, lieu prisé de débarquement des rois d'Angleterre, est depuis le XVe siècle considéré comme « place forte », bien que n'étant fortifié de façon très rudimentaire avec un système de fossés et murailles comme le précise Leterrier. Louis XI avait souhaité que l'on y construise un fort. En 1686, Vauban, lors de son inspection, convaincu de l'importance stratégique du site l'inclut dans le cadre des projets de fortifications des frontières maritimes.

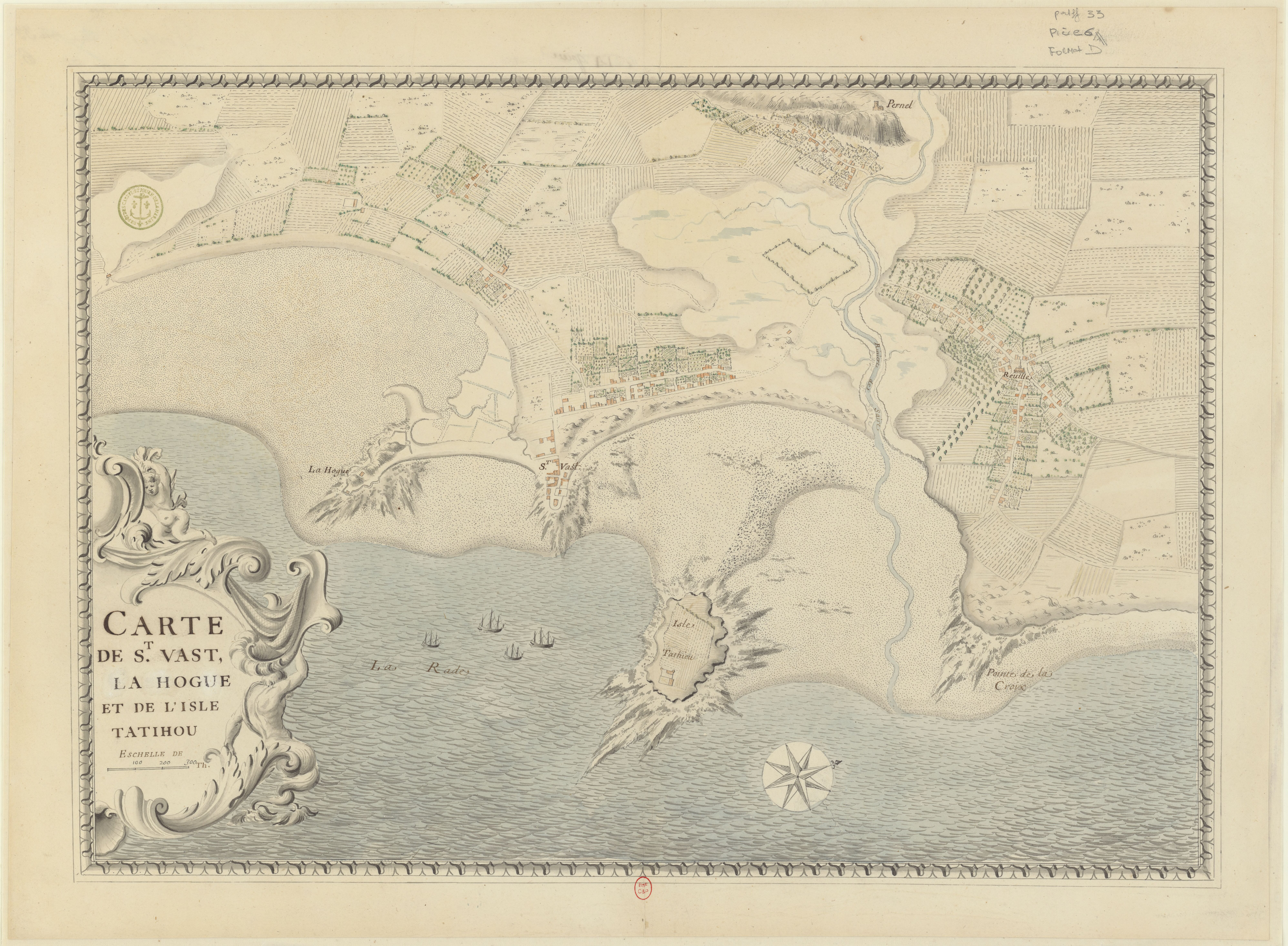
Sur une carte de 1678.

Les travaux des tours d'artillerie et d'observation commencent dès 1693 pour la tour de Tatihou,, sur des plans de Vauban, après la bataille de la Hougue et la défaite française, sous la direction de l'ingénieur Benjamin de Combes. En 1699, lorsque Vauban inspecte la côte normande, les travaux sont achevés. Elles perdront rapidement toute utilité. Les pièces d'artilleries et les garnisons sont repositionnés sur d'autres sites. Les tours servent alors de magasin à poudre ou pour abriter des vivres.
Les tours étaient protégées par un pont-levis. Percées de meurtrières et coiffées d'une plate-forme d'artillerie pouvant recevoir des canons. Elles sont pourvues d'une citerne, de magasins à vivre et de leur propre poudrière.

## Fort de la Hougue
(49° 34′ 23,76″ N, 1° 16′ 31,45″ O)
Le fort de la Hougue, propriété de la Marine nationale, est situé sur un banc rocheux de 800 m de long sur 200 m de large. Il est relié à la terre ferme par une digue longue d'un kilomètre. Une digue, formant contrescarpe permet d'en faire le tour.
La première partie du fort est composée d'un front bastionné en maçonnerie long de 200 m avec une courtine et deux demi-bastions, et un parapet de 5 m d'épaisseur. À l'intérieur, subsistent divers bâtiments dont une caserne du XVIIIe siècle.
La tour est quant à elle édifiée dans la seconde partie du fort, à l'endroit où le rocher s'élève. Elle mesure 20 m de hauteur, 16 m de diamètre à sa base, et ses murs ont à la base 3 m d'épaisseur. Sa plate-forme comporte six embrasures pour canons. Ses niveaux sont accessibles par un escalier à noyau plein situé dans une tourelle faisant saillie sur la tour.
La troisième partie du fort est composée de la batterie de la Pointe. Équipée initialement de 24 bouches à feu, elle est abandonnée à la fin du XIXe siècle au profit de trois nouvelles batteries, deux sur les fronts ouest et est et une devant la tour, dotées d'obusiers de 22 cm et de canons de 16 cm.
À noter que l'anse ouverte à l'ouest des remparts appelée la Porte-aux-Dames est une déformation de la forme médiévale, Port-aux-Dames, qui était alors la possession des religieuses de l'abbaye aux Dames de Caen qui en percevaient les revenus.

## Fort de Tatihou
(49° 35′ 10,6″ N, 1° 14′ 28,2″ O)
La tour de Tatihou, propriété du Conservatoire du littoral, érigée au sud-est de l'île, est haute de 21 mètres et a un diamètre à sa base de 20 mètres. Sa plate-forme pouvait recevoir dix canons.
Lors des guerres de Religion, François de La Cour(† 1595), fils du chef des ligueurs du Val de Saire également nommé François de La Cour († 1592), afin de venger la mort de son père, et ayant repris les armes, s'emparera de la tour et tua le gouverneur.

## Protection

### Fort de la Hougue
Au titre des monuments historiques :
- le fort de la Hougue, sis route de la Hougue : le fort en totalité, avec les glacis et les sols, tel que délimité et teinté en rouge sur le plan annexé à l'arrêté, à l'exception du sémaphore situé dans la partie sud des bâtiments à usage de loisirs, des deux logements, du hangar et du poste à haute tension situés dans la partie nord, sont classés par arrêté du 20 novembre 2015. Cet arrêté se substitue à l'arrêté de classement du 2 octobre 1929 (portant classement de la tour de la Hougue et de sa petite enceinte de défense, des remparts bastionnés, de la porte aux Dames et de la poudrière, du fort de la Hougue à Saint-Vaast-la-Hougue). Commission régionale du patrimoine et des sites du 2 mars 2012.

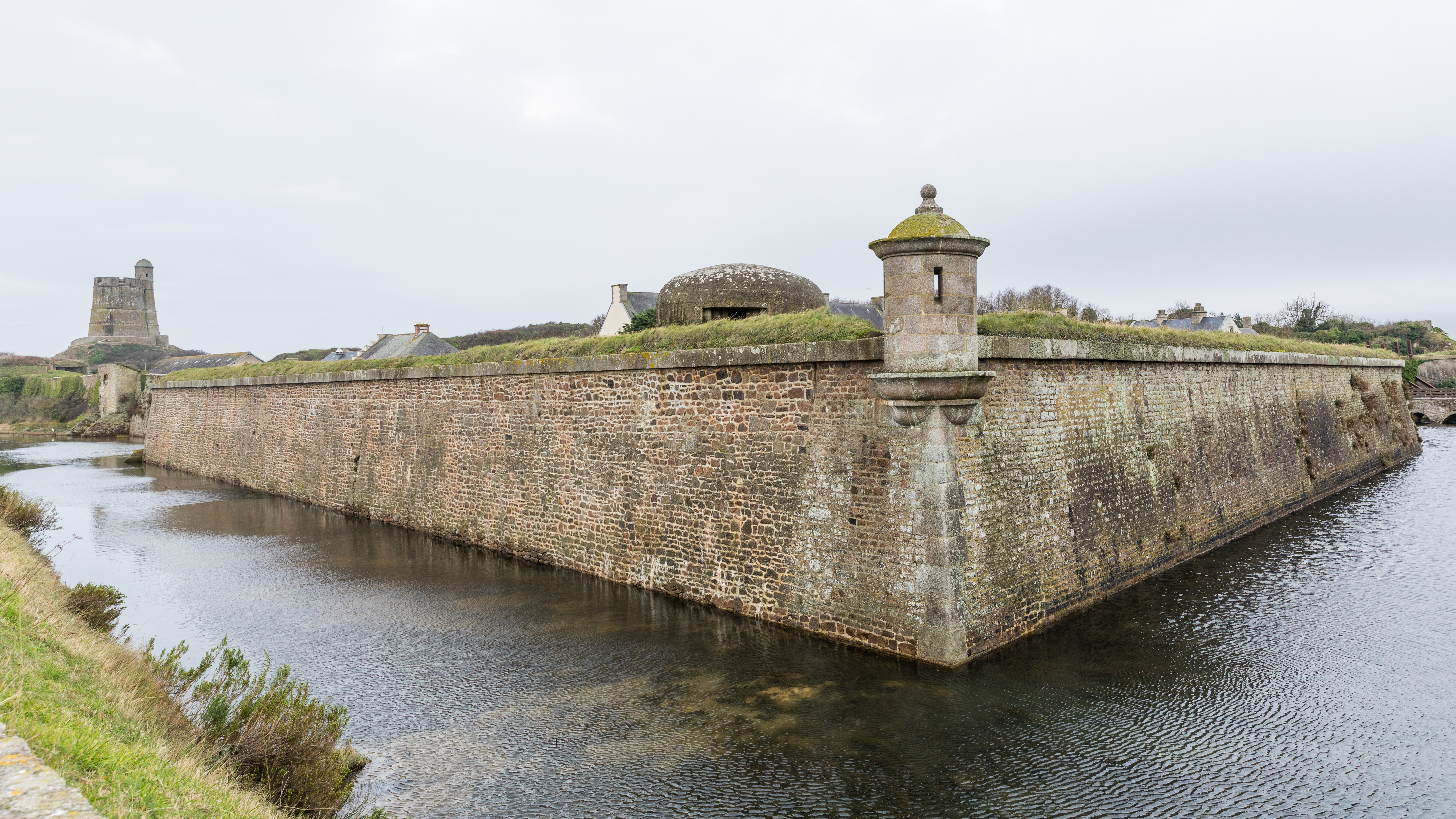
Le fort.
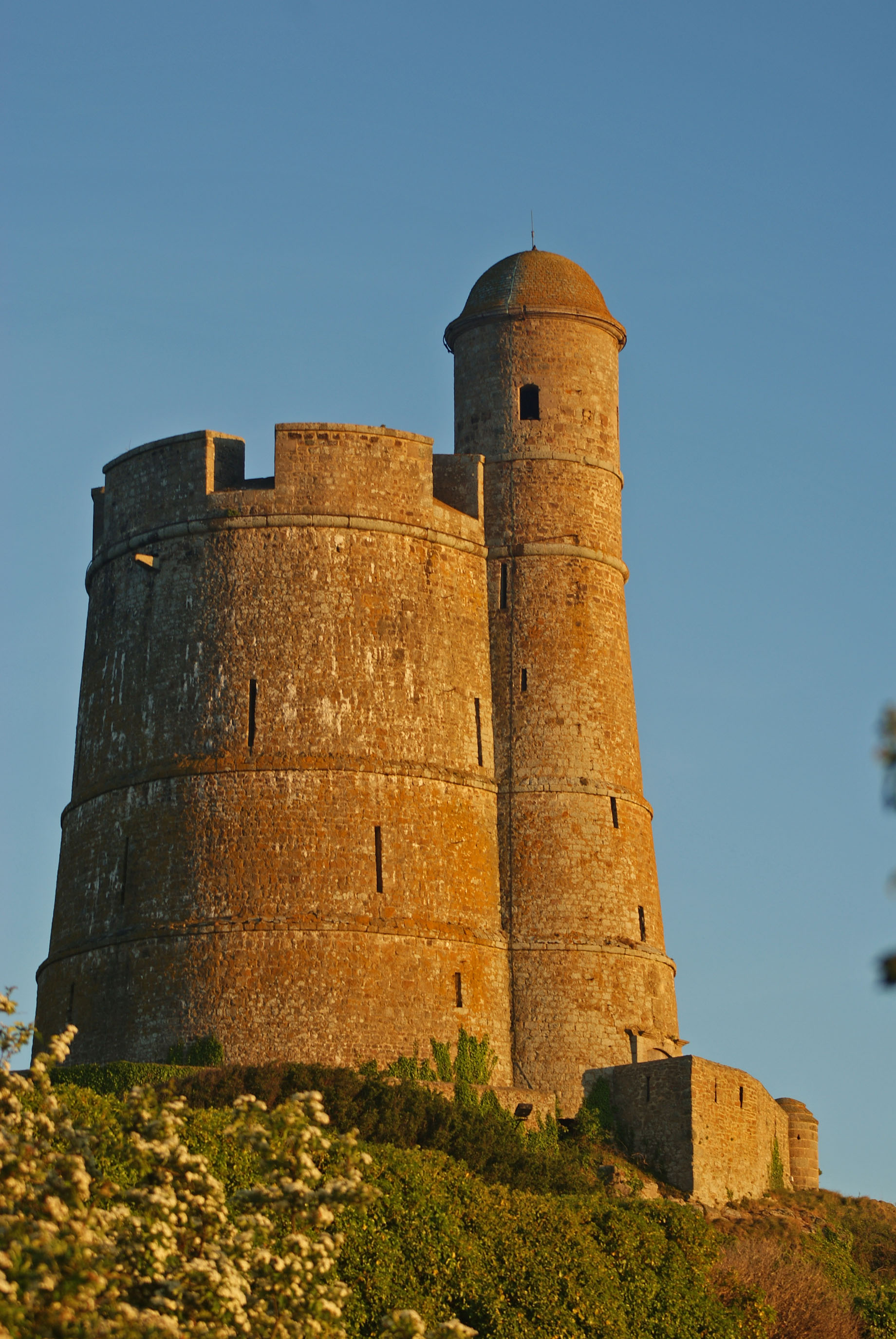
La tour Vauban de la Hougue.
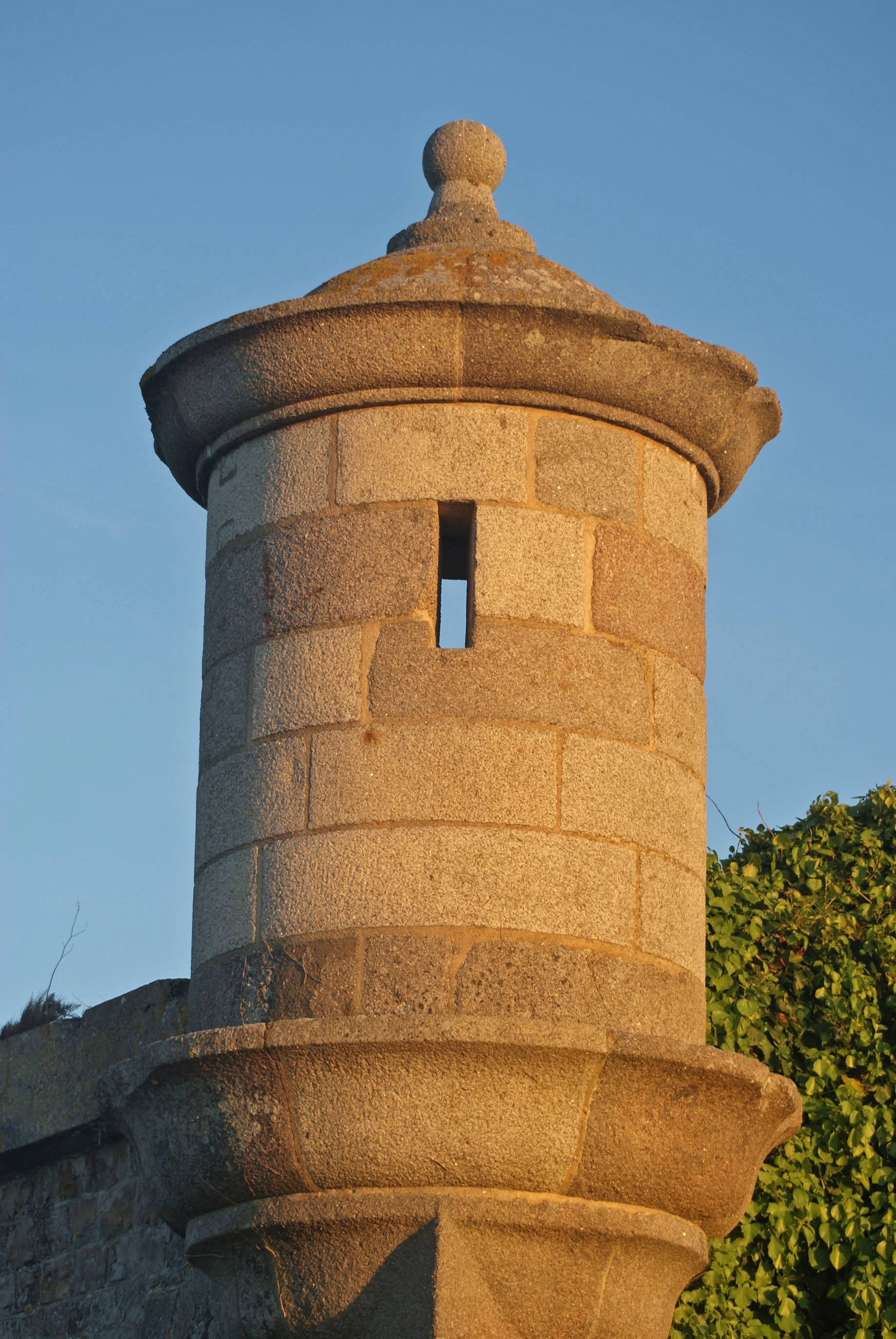
Échauguette au fort de la Hougue.
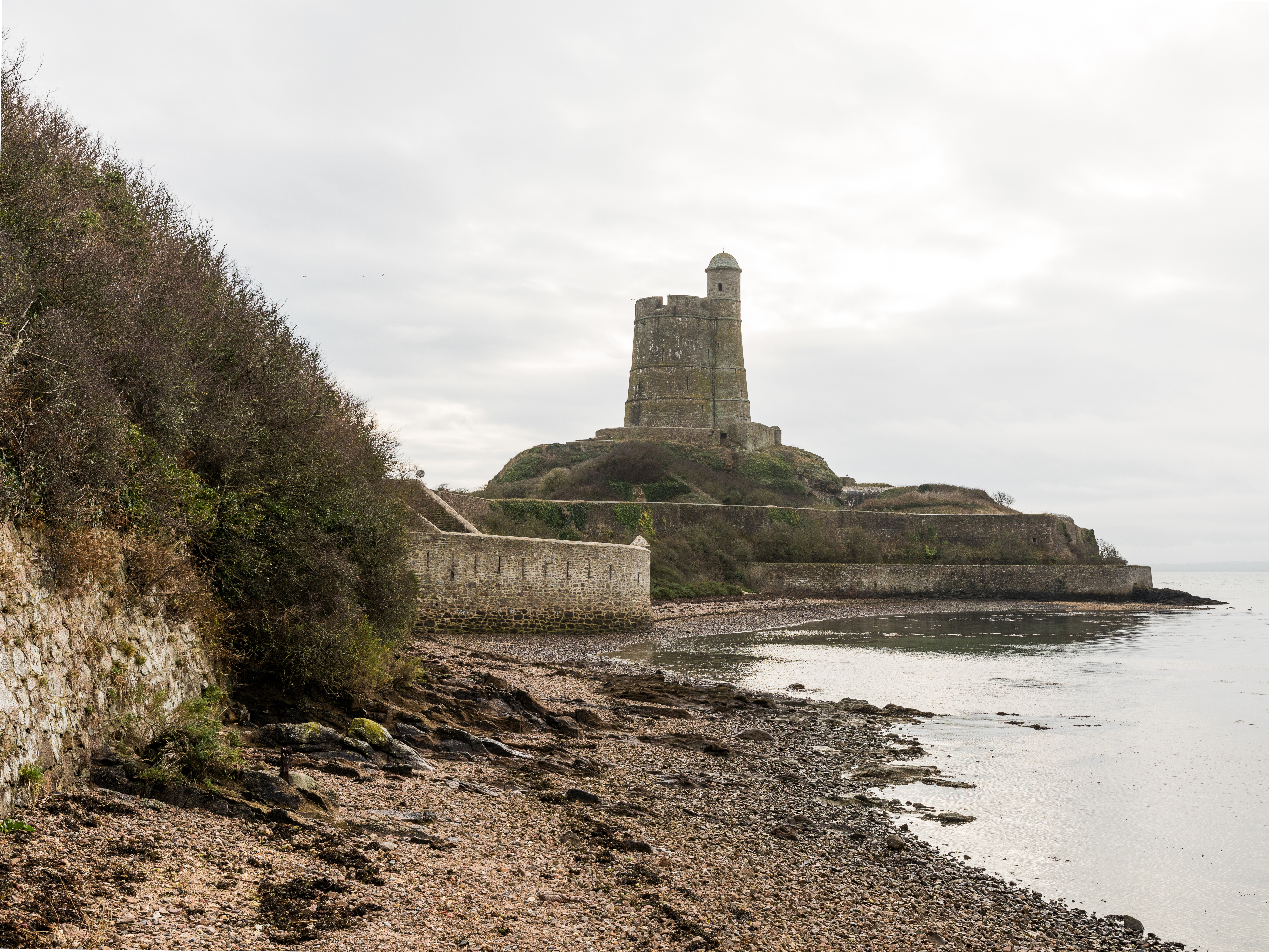
Le fort.
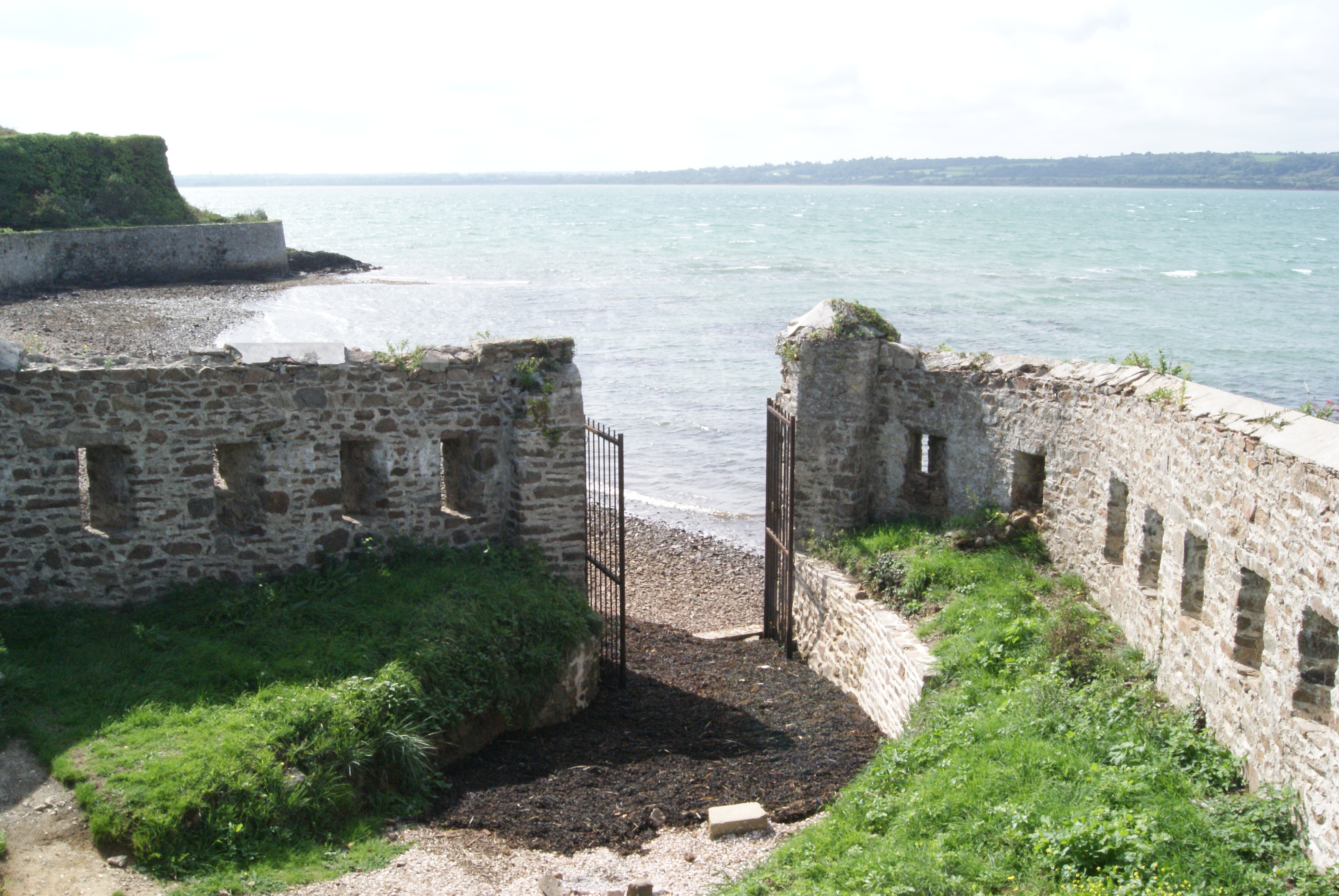
La Porte-aux-Dames.

### Île Tatihou
Au titre des monuments historiques :
- les parties suivantes de l'île : l'ensemble des vestiges du mur de défense littoral et de l'enceinte gazonnée avec ses redoutes et ses bastions ; les façades et les toitures de la maison dite du douanier, ainsi que le puits attenant ; le lazaret - muséum ou « intra-muros » : les deux enceintes et leurs portes ; les cours, leurs murs et leurs sols ; les façades et les toitures des pavillons de garde ; les façades et les toitures du bâtiment du muséum ; les intérieurs du laboratoire et du château de mer ; les façades et es toitures de l'ancien bâtiment de la pompe rotative ; le port, sont inscrits par arrêté du 21 décembre 2007 ;
- le fort bastionné en totalité, avec ses douves et l'ensemble de ses ouvrages défensifs, y compris les adjonctions du mur de l'Atlantique, ainsi que le sol de la parcelle A 407. Les façades et les toitures de l'ancienne chapelle. Les façades et les toitures du casernement de 1818. L'ensemble des vestiges du mur de défense littoral et de l'enceinte gazonnée, avec ses redoutes et ses bastions. Les façades et les toitures de la maison dite « du douanier » ainsi que le puits attenant. Le lazaret-muséum ou " intra-muros " " : les deux enceintes et leurs portes ; les cours, leurs murs et leurs cols ; les façades et les toitures de l'hôpital - laboratoire et du château d'eau de mer ; les façades et les toitures de l'ensemble des autres bâtiments, à l'exclusion de ceux postérieurs à 1925. Le fort de l'îlet en totalité, sont classés par arrêté du 10 avril 2008.

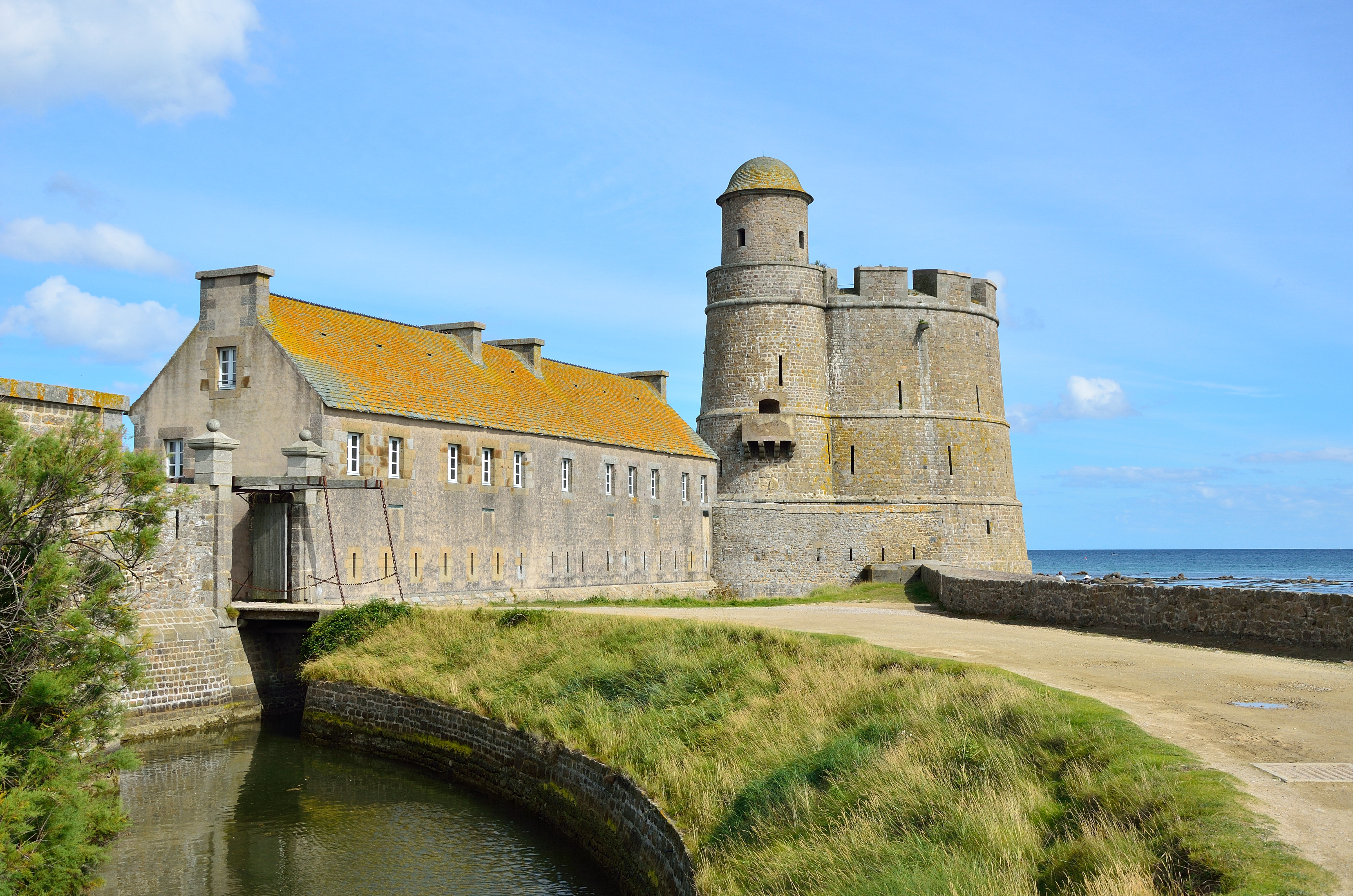
La tour Vauban de Tatihou.
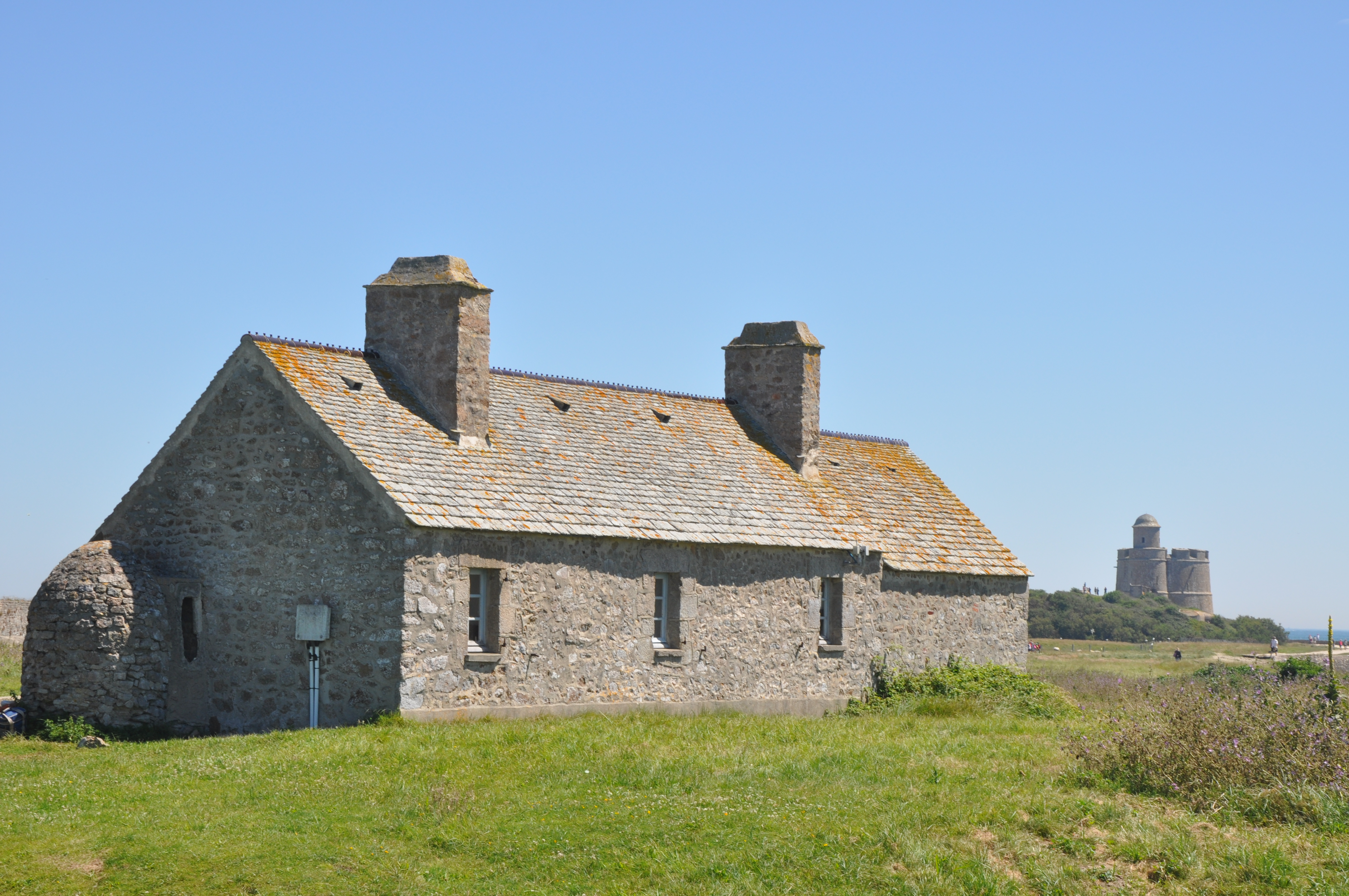
La maison des Douaniers.
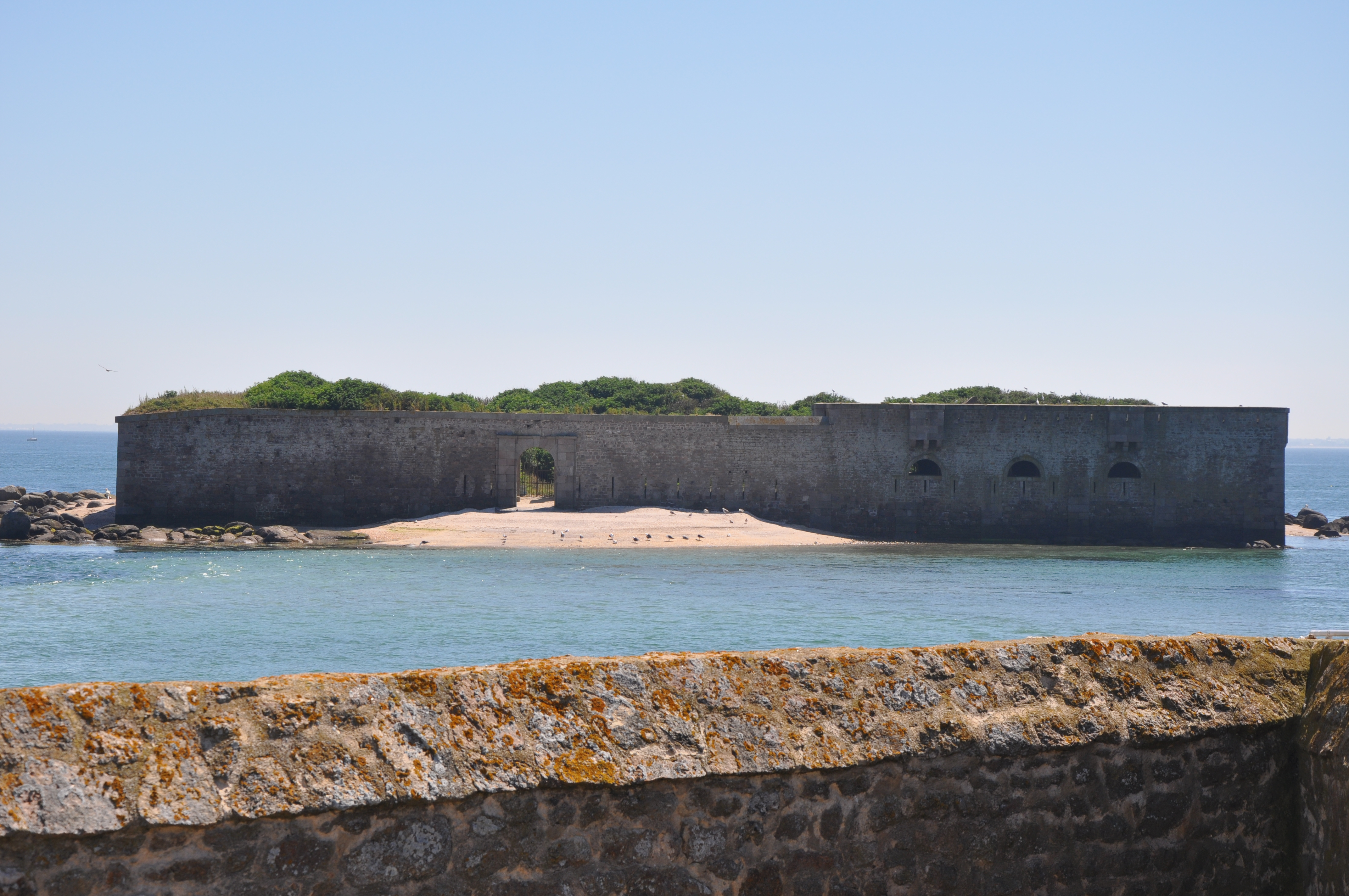
Le fort de l'îlet (modernisé au XIXe siècle).
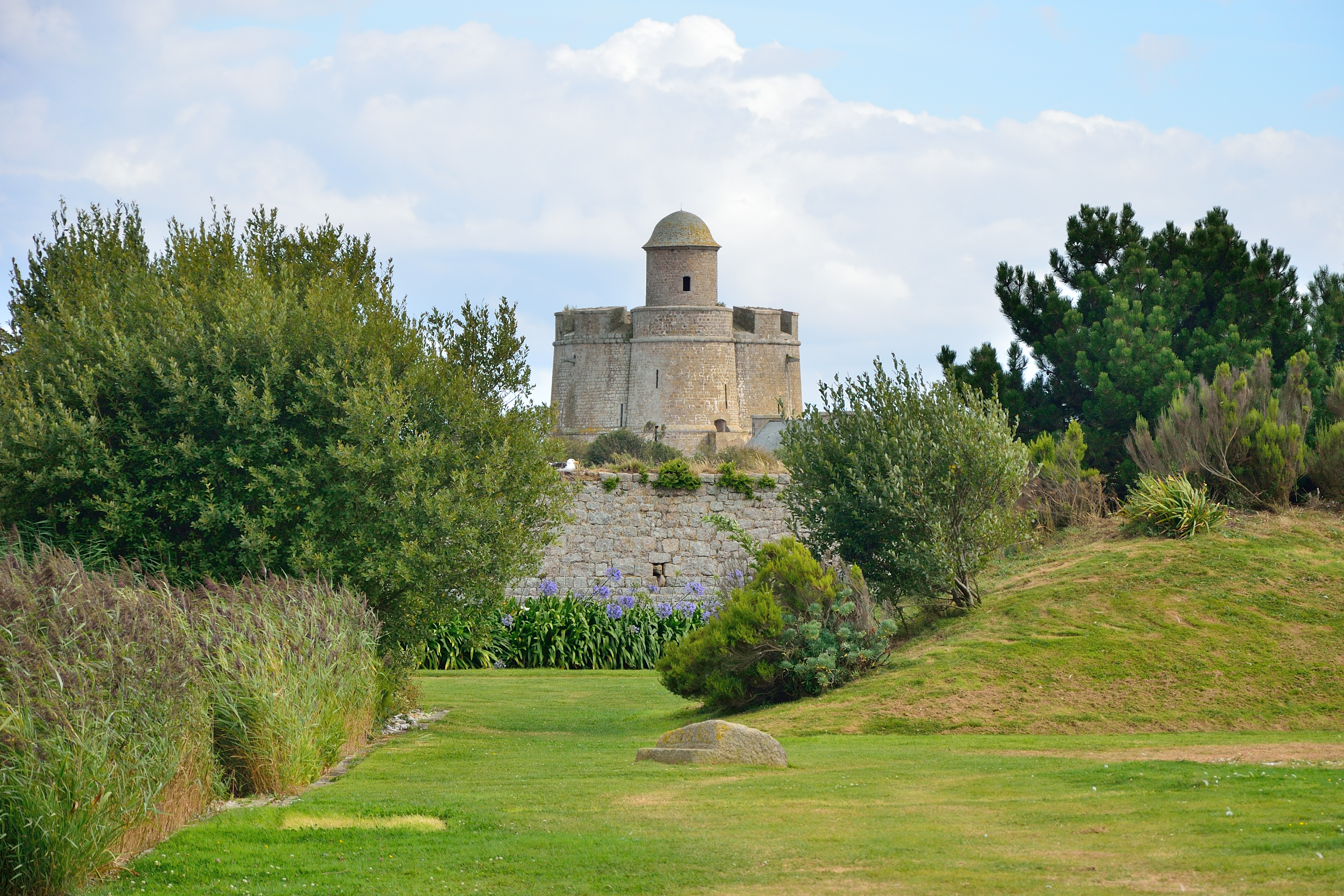
Le jardin botanique de l'île surplombé par la Tour Vauban.